# Fred Mayrink
Frederico (Fred) Mayrink es un actor y director brasileño.

## Filmografía

### Dirección
- Linha Direta (1999)
- Sandy & Junior (2001)
- Chocolate con pimienta (2003)
- Cabocla (2004)
- Alma gemela (2005)
- Páginas de la vida (2006 - 2007)
- Siete pecados (2007)
- India, una historia de amor (2009)
- Vivir la vida (2009)
- Araguaia (2010)
- O Astro  (2011)
- La guerrera (2012 - 2013)
- Por siempre (2014 - 2015)
- Haja Coração (2016)

### Actuación
- Bambolê .... Felipe José (1987)
- Vamp .... Pedro (1991)
- Despedida de Solteiro .... Dudu (1992)
- Você Decide (1994)
- Malhação .... Farinha (1996)
- Malhação .... Miguel (Guel) (1998)